# 長繩麻理亞
長繩麻理亞（日语：／ Naganawa Maria，1995年8月5日—）是日本的女性聲優，愛知縣出身。I'm Enterprise所屬。

## 人物
成為聲優的契機是在國中時代參與呼籲禁煙運動的時候，曾被路上的人稱讚 「妳的聲音很棒」，同時在學校也常被同學模仿，因此知道自己的聲音並不普通。
就讀日本播音演技研究所的基本科時，在進級審查中的試鏡中合格，並加入I'm Enterprise。
憧憬的聲優為大谷育江與釘宮理惠。
喜歡的食物是煎餅、零食。特技為三河腔。有在壽司店打工的經驗。
特別喜歡少年系的動畫。
2016年的訪談中提到今後想以演出吉祥物角色為目標。
與同期出身的聲優小澤亞李交情很好。同時與在《三坪房間的侵略者！？》演出的大森日雅、鈴木繪理、田澤茉純亦有深交。

## 演出作品
※粗體字為主要角色。

### 電視動畫
2014年
- JoJo的奇妙冒險 星塵鬥士（嬰兒殭屍）
- 三坪房間的侵略者！？（提亞蜜思林·葛雷·佛德賽[8]）
- 四月是你的謊言（網球社成員）

2015年
- 聖劍使的禁咒詠唱（幼兒、貝蕾茲茨克雅妹）
- FAIRY TAIL 魔導少年（男孩子）
- 無頭騎士異聞錄 DuRaRaRa!!×2 承（友人）
- 小森拒不了！（根岸真子[9]）
- 不思議美眉（松嶋愛[10]、梅努斯〈第1話〉）
- 動畫鍛鍊！EX（橘紫苑[11]、超商店員）

2016年
- Divine Gate（琉璃）
- 紅殼的潘朵拉（艾米·吉列姆）
- 最弱無敗神裝機龍（拉·可兒雪）
- 腐男子高校生活（戶崎由香里）
- orange橘色奇蹟（みすず）
- 舞武器·舞亂伎 星之巨人（趙櫻蘭）
- 魔物獵人物語 RIDE ON（ロロア）
- 斯特拉的魔法（本田珠輝）
- 動畫鍛鍊！XX（橘紫苑）
- 超自然9人组（川畑千津）
- 奇異太郎少年的妖怪繪日記（雪娘〈雪子〉[12]）
- 競女!!!!!!!!（女子）

2017年
- 小林家的龍女僕（康娜卡姆依）
- 為美好的世界獻上祝福！2（米米）
- 人渣的本願（美代）
- 3月的獅子（學生）
- 偶像學園Stars！（最中すず）
- 無責任銀河☆泰勒（JK緞帶）
- 花河童（兄弟）
- 側車搭檔（中島鶇）
- Onyankopon（女高中生〈一花〉）
- 泥鯨之子們在沙地上歌唱（マゴ）

2018年
- Slow Start（千石冠）
- HUG！光之美少女（十倉純奈）
- 多田君不戀愛（女子、貓）
- 漫畫女孩（原稿的角色）
- 工作細胞（血小板）
- 我家的女僕有夠煩！（熊五郎、辣妹風幼女）
- 尤利西斯 貞德與鍊金騎士（妖精族D）
- 隔壁的吸血鬼美眉（菲布精靈）

2019年
- 機獸戰記ZERO（女孩子）
- JoJo的奇妙冒險 黃金之風（少女C）
- RobiHachi（小孩）
- 女高中生的虛度日常（蘿莉／百井咲久[13]）
- 碧藍航線（拉菲[14]）
- Z/X Code reunion（東雲纏[15]）

2020年
- GO!GO! 小金剛
- 偶像學園 on Parade！（最中すず）
- 動物新世代 BNA（日渡薺）
- 弩級戰隊HXEROS（織田老師）
- 夢夢貓（後藤美美、咪炭）
- 光之戰記 -ZUERST-（伊魯瑪）
- 蠟筆小新（ねこるん）
- 請問您今天要來點兔子嗎？ BLOOM（女孩子）

2021年
- BACK ARROW（山姆）
- 工作細胞!!（血小板[16]）
- 碧藍航線 微速前進！（拉菲）
- 八十龜觀察日記 第3冊（土邊世瑠蘭）
- 結城友奈是勇者 啾嚕！（藤森水都）
- 冰冰冰 冰淇淋君（提拉拉）
- 小林家的龍女僕S（康娜卡姆依）
- 偵探已經，死了。（愛莉西亞）
- 進化果實～不知不覺踏上勝利的人生～（梅伊·切莉）
- 夢夢貓 Mix！（後藤美美）

2022年
- 自稱賢者弟子的賢者（艾蒂諾雅）
- 闇影詩章F（天龍萊特的妹妹）
- Estab-Life Great Escape（瑪蒂絲[17]、腦內瑪蒂絲〈議長、強硬派A、強硬派B、強硬派C、穩健派A、穩健派B、穩健派C、真空派〉）
- 八十龜觀察日記 第4冊（土邊世瑠蘭）
- 女忍者椿的心事（旌節花[18]）
- 屁屁偵探（年幼的知惠雄）
- 這個僧侶有夠煩（希莉）
- 冰冰冰 冰淇淋君2（提拉拉）
- 異世界藥局（布蘭琪·梅德西斯[19]）
- 黑之召喚士（琉珈）

2023年
- 再得一勝！（妹尾綠子）
- 為美好的世界獻上爆焰！（米米[20]）
- 鄰人似銀河（久我文雄[21]）
- World Dai Star（新妻八惠[22]）
- 在無神世界裡進行傳教活動（托卡）
- 政宗君的復仇R（雅宗菫）
- 盾之勇者成名錄 Season 3（塞茵[23]）
- 超超超超超喜歡你的100個女朋友（好本靜[24]）
- 想當冒險者前往都市的女兒成為S級（米特）

2024年
- 四處貼上吧！小狗（小狗[25]）
- 治癒魔法的錯誤使用法（威爾絲）
- 吉伊卡哇（粉、灰色的孩子們）
- 開闊天空！光之美少女（美好天使）
- 美妙寵物 光之美少女（犬飼麥／美好天使[26]）
- 蠟筆小新（犬飼麥／美好天使[27]）
- 四處貼上吧！小狗 第2期（小狗）
- 靠廢柴技能【狀態異常】成為最強的我將蹂躪一切（鹿島小鳩[28]）
- 2.5次元的誘惑（Cosplayer A）
- BLEACH 千年血戰篇-相剋譚-（浮竹玉）

2025年
- 超超超超超喜歡你的100個女朋友 第2期（好本靜[29]）
- 全修。（梅麗）
- 中年男的異世界網購生活（瑪莉）
- 雖然是公會的櫃檯小姐，但因為不想加班所以打算獨自討伐迷宮頭目（葳娜）
- 一桿青空（夜嵐日向[30]）
- 使人誤解的工房主～關於原英雄隊伍的雜役人員，實際上除了戰鬥能力外全是SSS的故事～（米歇魯）
- 哆啦A夢（白狸貓）
- 正義使者 -我的英雄學院之非法英雄-（小碎步SISTERS）
- 盾之勇者成名錄 Season 4（塞茵[31]）

時期未定
- 魔法少女育成計畫restart（切爾娜·米奇[32]）
- 碧藍航線 微速前進！2！！（拉菲[33]）

### OVA
2019年
- 我家的女僕有夠煩！（熊五郎）

### 劇場版動畫
2019年
- 劇場版 為美好的世界獻上祝福！紅傳說（米米[34]）

2020年
- 劇場版 高校艦隊（能村進愛）

2024年
- BLOODY ESCAPE -地獄的逃走劇-（瑪蒂絲[35]）
- 美妙寵物 光之美少女！The Movie！心跳不已♡遊戲世界大冒險！（犬飼麥／美好天使[36]）

2025年
- 小林家的龍女僕 害怕孤獨的龍（康娜卡姆依[37]）
- 電影Idol光之美少女你與我♪（犬飼麥／美好天使[38]）

### 網路動畫
2017年
- 怪物彈珠 （大黑天（女）[39]）

2018年
- 裝刀凱 The Animation（的場理惠[40]）

2024年
- 雀魂 槓！！（柚[41]、未來）

### 遊戲
2014年
- 激鬥學園（七曲香織、鍋島鹽、加賀美春、音無法國號、三下犬子、土沙迴、猿麻小黃泉）
- 城姬Quest（弘前城、吉田郡山城、飫肥城、佐賀城、多賀城[42]）
- 東京七姐妹（佐伯雛[43]）
- 貓耳求生者（莉琵[44]）
- 鐵金剛少女Z ONLINE（[45]）
- 白貓Project（艾碧特、法貝爾）

2015年
- 家電少女（拉姆、音色[46]）
- 問答RPG 魔法使與黑貓維茲（美雪[47]）
- 黑蝶之Psychedelica（兔[48]）
- 勇氣之劍×火焰之魂（諾伊絲[49]）
- （提亞蜜思林·葛雷·佛德賽）

2016年
- 灰鷹之Psychedelica（兔）

2017年
- 妃十三學園（臼井未幸）
- 閃耀幻想曲（本田珠輝、千石冠[50]、根岸真子）
- 莉迪&蘇瑞的鍊金工房～不可思議繪畫的鍊金術士（莉迪・瑪蓮）
- 碧藍航線（拉菲）
- 永远的7日之都（羽弥，奥露西娅）

2018年
- 卡里古拉 过量强化（天本彩声）
- 魔法紀錄 魔法少女小圓外傳（相野美都）
- 食之契約（松鼠桂魚）
- 永恆冒險（史丹）

2019年
- 白金列車（日语：プラチナ・トレイン）（小道碴）
- 拳皇全明星（陈可汉 <女性化版>）
- Crash Fever（血小板）

2020年
- 明日方舟（温蒂）

2021年
- 碧藍幻想 (瓦姆杜斯)
- 白夜極光（拉斐爾）
- 星之旋律守夢星少女（倉地鈴音）

2022年
- 戰雙帕彌什（蒲牢）
- Fate/Grand Order（瑪麗·安寧）

2023年
- 聖火降魔錄 英雄雲集（拉塔托斯克）
- 崩壞：星穹鐵道（藿藿）

2024年
- 寶可夢大師（波琵）

2025年
- 伊瑟（米婭）

未知時期
- 二重螺旋（菲娜）

### 廣播劇CD
- 小書痴的下剋上：為了成為圖書管理員不擇手段！
  - 廣播劇CD7（萊蒂希雅、谷麗媞亞[51]）
  - 廣播劇CD8（谷麗媞亞[52]）
  - 廣播劇CD9（萊蒂希雅[53]）
  - 廣播劇CD10（谷麗媞亞、麥西歐爾[54]）

### 有聲劇
- 请为了我脱光身上所有衣服！（[55]）

### 語音漫畫
2022年
- 雨後晴空燦爛（琉衣[56]）
- 三色便當（小梅[57]）

## 音樂CD

### 角色歌
| 發售日   | 名稱                                      | 演唱名義 | 歌曲名稱                                       | 商業搭配                                        |
| 2014年   | 2014年                                    | 2014年 | 2014年                                         | 2014年                                          |
| -------- | ----------------------------------------- | --- | ---------------------------------------------- | ----------------------------------------------- |
| 7月30日  | 好感Win-Win無條件                         | Heart♡Invader | 「好感Win-Win無條件」 「」                     | 電視動畫《三坪房間的侵略者！？》片頭曲          |
| 8月6日   |                                           | Heart♡Invader | 「」                                           | 電視動畫《三坪房間的侵略者！？》相關歌曲        |
| 8月13日  |                                           | Heart♡Invader | 「砂濱TEMPTATION」                             | 電視動畫《三坪房間的侵略者！？》相關歌曲        |
| 8月20日  | 蝶台風 〜〜                               | Heart♡Invader | 「」                                           | 電視動畫《三坪房間的侵略者！？》相關歌曲        |
| 8月27日  | 銀河皇國狂想曲                            | 提亞蜜思林·葛雷·佛德賽（長繩麻理亞）                                                                                           | 「銀河皇國狂想曲」                             | 電視動畫《三坪房間的侵略者！？》相關歌曲        |
| 8月27日  | 銀河皇國狂想曲                            | Heart♡Invader | 「MEMORIES」                                   | 電視動畫《三坪房間的侵略者！？》相關歌曲        |
| 11月26日 | 三坪房間的侵略者！？ BD・DVD第3卷特典CD   | 提亞蜜思林·葛雷·佛德賽（長繩麻理亞）                                                                                           | 「ELECTRIC PARTY」                             | 電視動畫《三坪房間的侵略者！？》相關歌曲        |
| 12月3日  |                                           | Heart♡Invader | 「」                                           | 電視動畫《三坪房間的侵略者！？》相關歌曲        |
| 2015年   |                                           | |                                                |                                                 |
| 5月20日  | H-A-J-I-M-A-L-B-U-M-!                     | 4U | 「」 「Hello...my friend」                     | 遊戲《東京七姊妹》相關歌曲                      |
| 10月28日 | -Zero / TREAT OR TREAT?                   | 4U | 「TREAT OR TREAT?」                            | 遊戲《東京七姊妹》相關歌曲                      |
| 11月21日 |                                           | 野乃本索梅拉（仲谷明香）、野乃本庫庫露（本渡楓）、天童雫（桃河Rika）、松嶋愛（長繩麻理亞）                                     | 「」                                           | 電視動畫《不思議美眉》片頭曲                    |
| 11月25日 |                                           | 星麻美（伊藤美來）、樋口惠理（和氣杏未）、早乙女靜乃（小牧未侑）、橘紫苑（長繩麻理亞）、平岡優（高尾奏音）                     | 「」                                           | 電視動畫《動畫鍛鍊！EX》主題曲                  |
| 2016年   |                                           | |                                                |                                                 |
| 2月3日   |                                           | 松嶋愛（長繩麻理亞） |                                                | 電視動畫《不思議美眉》相關歌曲                  |
| 11月16日 | Cheer for you♪♬🎶                         | 星麻美（伊藤美來）、樋口惠理（和氣杏未）、早乙女靜乃（小牧未侑）、橘紫苑（長繩麻理亞）、平岡優（高尾奏音）、出海櫻（鈴木繪理） | 「Cheer for you♪♬🎶」                          | 電視動畫《動畫鍛鍊！XX 〜同一屋簷下〜》片頭曲   |
| 11月16日 | Cheer for you♪♬🎶                         | 星麻美（伊藤美來）、樋口惠理（和氣杏未）、早乙女靜乃（小牧未侑）、橘紫苑（長繩麻理亞）、平岡優（高尾奏音）、出海櫻（鈴木繪理） | 「〜2周目〜」                                  | 電視動畫《動畫鍛鍊！XX 〜同一屋簷下〜》相關歌曲 |
| 12月7日  | Winning Day／Lucky☆Lucky                  | 4U | 「Lucky☆Lucky」                                | 遊戲《東京七姊妹》相關歌曲                      |
| 12月21日 | 斯特拉的魔法 原聲帶                       | 珠輝（長繩麻理亞）和裕美音（前川涼子）                                                                                         | 「」                                           | 電視動畫《斯特拉的魔法》片尾曲                  |
| 12月21日 | 斯特拉的魔法 角色歌CD1                    | 珠輝（長繩麻理亞）和裕美音（前川涼子）                                                                                         | 「YOKUBARI WARS!!」                            | 電視動畫《斯特拉的魔法》相關歌曲                |
| 2017年   |                                           | |                                                |                                                 |
| 2月8日   |                                           | [ 成员 3 ] | 「」                                           | 電視動畫《小林家的龍女僕》片尾曲                |
| 2月8日   | 「A DAY IN THE DRAGON'S LIFE」            | [ 成员 3 ] | 電視動畫《小林家的龍女僕》相關歌曲             |                                                 |
| 3月15日  |                                           | 康娜（長繩麻理亞） | 電視動畫《小林家的龍女僕》相關歌曲             | 「」                                            |
| 3月15日  | 托爾（桑原由氣）、康娜（長繩麻理亞）      | 「」 | 電視動畫《小林家的龍女僕》相關歌曲             |                                                 |
| 10月4日  | LUSH STAR☆                                | LUSH STAR☆ | 「LUSH STAR☆」 「」                            | 《温泉女孩》相關歌曲                            |
| 11月29日 | The Present“4U”                           | 4U | 「」 「Crazy Girl's Beat」 「」 「」 「」 「」 | 遊戲《東京七姊妹》相關歌曲                      |
| 2018年   |                                           | |                                                |                                                 |
| 1月24日  | ne! ne! ne!                               | STARTails☆ | 「ne! ne! ne!」                                | 電視動畫《Slow Start》片頭曲                    |
| 1月24日  | ne! ne! ne!                               | STARTails☆ | 「」                                           | 電視動畫《Slow Start》片尾曲                    |
| 3月14日  | Slow Start 角色歌專輯「Step by Step」     | 千石冠（長繩麻理亞） | 「」                                           | 電視動畫《Slow Start》相關歌曲                  |
| 4月25日  | Slow Start BD、DVD第2卷特典CD             | 十倉榮依子（嶺內智美）、千石冠（長繩麻理亞）                                                                                   | 「」                                           | 電視動畫《Slow Start》相關歌曲                  |
| 8月22日  |                                           | 血小板（長繩麻理亞）、巨噬細胞（井上喜久子）                                                                                   | 「」                                           | 電視動畫《工作細胞》相關歌曲                    |
| 8月29日  | Slow Start BD、DVD第6卷特典CD             | STARTails☆ | 「」                                           | 電視動畫《Slow Start》相關歌曲                  |
| 2019年   |                                           | |                                                |                                                 |
| 4月3日   | 劇場原創動畫《LAIDBACKERS》角色歌專輯     | らん / ヴァルヴァラン（長繩麻理亞）                                                                                            | 「」                                           | 劇場版動畫《LAIDBACKERS》相關歌曲               |
| 8月21日  | ONGEKI Vocal Collection 05                | R.B.P. | 「Y.Y.Y.計畫!!!!」                             | 遊戲《音擊》相關歌曲                            |
| 8月21日  | ONGEKI Vocal Collection 05                | 珠洲島有栖（長繩麻理亞） | 「」 「Y.Y.Y.計畫!!!!」                        | 遊戲《音擊》相關歌曲                            |
| 10月9日  | 電視動畫《碧藍航線》角色歌單曲 Vol.2 拉菲 | 拉菲（長繩麻理亞） | 「」 「」                                      | 電視動畫《碧藍航線》相關歌曲                    |

### 其他参加歌曲
| 發售日       | 名稱   | 演唱名義   | 歌曲名稱   | 備注                                   |
| ------------ | ------ | ---------- | ---------- | -------------------------------------- |
| 2015年6月3日 | Nu-up! | 長繩麻理亞 | 「Nu-up!」 | 《長繩麻理亞 HAPPY ぬ～ LIFE！》主題曲 |

### 组合成员
1. 1 2 3  大森日雅、鈴木繪理、田澤茉純、長繩麻理亞
2. 1 2 3  佐伯雛（長繩麻理亞）、鰐淵江藻兒（吉岡茉祐）、九條梅（山下麻美）
3. ↑  托爾（桑原由氣）、神奈（長繩麻理亞）、艾爾瑪（高田憂希）、路科亞（高橋未奈美）
4. ↑  熱海初夏（本渡楓）、銀山心雪（長繩麻理亞）、白濱帆南美（谷口夢奈）、和倉雅奈（戶田惠）、指宿繪璃菜（松田颯水）
5. 1 2  近藤玲奈、伊藤彩沙、嶺內智美、長繩麻理亞

## 外部連結
- 事務所公開簡歷 （页面存档备份，存于）（日語）
- http://ch.nicovideo.jp/search/%E9%95%B7%E7%B8%84%E3%81%BE%E3%82%8A%E3%81%82%E3%81%AE%E3%81%95%E3%82%8B%E3%81%AE%E3%81%93%E3%81%B9%E3%82%84?type=article （页面存档备份，存于）（日語）
- https://twitter.com/mariarium/ （页面存档备份，存于）（日語）